# Archiv der Akademie der Künste
Das Archiv der Akademie der Künste vereint seit 1993 die Bestände der 1950 gegründeten „Akademie der Künste der DDR“ und der 1954 gegründeten „Akademie der Künste in Berlin (West)“ und entwickelt sie zeitgemäß weiter. Außerdem betreut es museale Einrichtungen der Brecht-Weigel-Gedenkstätte und der Anna-Seghers-Gedenkstätte. Aufgrund der Bestände und der Sammelstrategie gilt es als das bedeutendste Archiv für Kunst und Kultur im deutschen Sprachraum ab 1900.

## Auftrag
Das Archiv erwirbt künstlerisch und kulturgeschichtlich wichtige Archive und Nachlässe zu allen in der Akademie vertretenen Künsten und stellt sie für Wissenschaft und Öffentlichkeit bereit (Ausstellungen, Vorträge, Lesungen, Konzerte, Publikationen, externe Ausstellungen).
Entsprechend der wechselseitigen Durchdringung der Künste im 20. und 21. Jahrhundert ist das Archiv auf ihre Wechselbeziehungen fokussiert. Das Zusammenwirken von Autoren, Schriftstellern, Komponisten, Regisseuren, Darstellenden Künstlern und Bildenden Künstlern in allen Kunstgattungen (wie Medien-, Bildende und Performative Kunst, einschließlich Opern- und Liedschaffen, Film, Theater und Kabarett) wird interdisziplinär aufgefasst und erfahrbar gemacht. Die institutionelle Trennung zwischen Kunstgattungen, wie Bildender und Darstellender Kunst, wird ebenso überwunden wie die Trennung von Film- und Theaterarchiven bei Regisseuren und Schauspielern.
Die Archiv- und Bibliotheksbestände am Robert-Koch-Platz in Berlin-Mitte stehen für wissenschaftliche, publizistische oder private Studien kostenlos zur Verfügung.
Die Kunstsammlung des Archivs der Akademie der Künste in der Luisenstraße 60 in Berlin-Mitte enthält über 50.000 Kunstwerke, daneben eine Vielzahl an kunstbezogenen Objekten in der sogenannten „Musealen Sammlung“ sowie 50.000 Plakate. Die Sammlung konzentriert sich auf Künstler mit Akademiebezug und Mitglieder der Akademie und deren Wirkungskreis. Sie kann nur nach Anmeldung besichtigt werden.

## Geschichte
Vom Archiv der 1694/1696 gegründeten Preußischen Akademie der Künste sind Teile erhalten. Sie befinden sich im Historischen Archiv des Archivs der Akademie der Künste. Das heutige Archiv der Akademie, als einzigartige interdisziplinäre Sammlung, entstand durch Übereignungen der Nachlässe der Mitglieder der Akademie und durch Initiativen zur Übernahme anderer Nachlässe und Archive. Wertvolle Einzelstücke und ganze Nachlässe brachten die ersten Mitglieder der 1950 in Ost-Berlin gegründeten Deutschen Akademie der Künste ein. In der Mehrzahl waren es zurückgekehrte Emigranten, die nach der Zeit des Nationalsozialismus und der Emigration die Akademie als geistige Heimat betrachteten. So übergab Wieland Herzfelde (ursprünglich Herzfeld) über mehrere Emigrationsstationen gehütete Zeichnungen von George Grosz, und später den künstlerischen Nachlass seines Bruders John Heartfield. In der Akademie der Künste in Berlin (West) wurden Übernahmen von Nachlässen, und besonders ihre wissenschaftliche Bearbeitung, durch Walter Huder gefördert, der von 1959 bis 1986 ihr Archiv leitete. Von 1986 bis 2015 leitete Wolfgang Trautwein das Archiv, 2015 Birgit Jooss und seit 2016 Werner Heegewaldt.

## Struktur
Die Organisationsleitung des Archivs sind die Archivdirektion, bestehend aus dem Direktor Werner Heegewaldt und der stellvertretenden Direktorin Sabine Wolf, sowie der Archiv-Rat.
Noah Willumsen leitet seit 2024 das Bertolt-Brecht-Archiv; sein Vorgänger Erdmut Wizisla leitet noch das Walter Benjamin Archiv (laut Übernahmevertrag bindestrichlose Schreibweise).

## Sammlungsbereiche
Hier nur in einer engen Auswahl enzyklopädisch relevanter Namen und Bestände angedeutet:

### Archiv Bildende Kunst
Leitung: Michael Krejsa
Sammlungen: Werner Haftmann
Nachlässe von Malern, Grafikern, Bildhauern, Kunsthistorikern und Publizisten: Lovis Corinth, George Grosz, John Heartfield, Käthe Kollwitz, HAP Grieshaber, Christian Theunert
Archive: Archiv Klaus Hoffmann
Dokumente von Künstlervereinen und Künstlerverbänden

### Baukunstarchiv
Leitung: Amrei Buchholz
Archive und personenbezogene Bestände: Karl Friedrich Schinkel, Adolf Behne, Erich Mendelsohn, Harry Rosenthal, Julius Posener, Haus-Rucker-Co, Jörg Schlaich, Rudolf Bergermann
Nachlässe: Hans Scharoun, Bruno Taut, Max Taut, Karl Otto

### Musikarchiv
Leitung: Werner Grünzweig
Nachlässe, Arbeitsarchive, personenbezogene Bestände (Komponisten, Dirigenten, Interpreten, Theoretiker, Publizisten): Siegfried Behrend, Ernest Borneman, Paul Hindemith, Arnold Schönberg, Hans Zender, Bernd Alois Zimmermann, Hanns Eisler, Paul Dessau, Johannes Fritsch, Helmut Lachenmann, György Ligeti, Ralph Benatzky, Blandine Ebinger, Eduard Künneke, Friedrich Hollaender